# Tibor Halilović
Tibor Halilović, né le 18 mars 1995 à Zagreb en Croatie, est un footballeur croate qui évolue au poste de milieu défensif au HNK Gorica.

## Biographie

### Débuts professionnels
Né à Zagreb en Croatie, Tibor Halilović est formé par l'un des clubs de sa ville natale, le Dinamo Zagreb. Bien qu'il effectue toute sa formation dans ce club, il n'apparaît jamais en équipe première.
Le 23 juin 2017, il rejoint la Pologne en s'engageant avec le Wisła Cracovie.

### HNK Rijeka
Le 22 janvier 2019, Tibor Halilović s'engage avec le HNK Rijeka. Il joue son premier match dès le 30 janvier suivant, face au NK Slaven Belupo, en championnat (1-1). Le 22 mai 2019, il est titulaire lors de la finale de la coupe de Croatie face au Dinamo Zagreb, et se fait remarquer en inscrivant le deuxième but de son équipe, qui s'impose finalement par trois buts à un. Il remporte ainsi le premier trophée de sa carrière.
Avec son équipe du HNK Rijeka, il atteint à nouveau la finale de la coupe de Croatie l'année suivante, qui se déroule le 1er août 2020 face au Lokomotiva Zagreb, son ancienne équipe. Halilović est le héros du match puisqu'il inscrit le seul but de la partie, permettant à son équipe d'être sacrée pour la deuxième fois consécutive.

### SC Heerenveen
Le 11 janvier 2021, Tibor Halilović rejoint le club néerlandais du SC Heerenveen. Il joue son premier match pour Heerenveen trois jours plus tard, lors d'une rencontre de championnat face au RKC Waalwijk. Il est titularisé puis remplacé par Siem de Jong et les deux équipes se neutralisent (1-1). Il inscrit son premier but le 11 avril 2021 contre le FC Groningue, en championnat. Son équipe l'emporte par deux buts à zéro ce jour-là.

### Retour au Dinamo Zagreb
Le 4 septembre 2023, Tibor Halilović fait son retour dans le club où il a été formé, le Dinamo Zagreb, où il n'avait pas joué avec l'équipe première.

### HNK Gorica
Après avoir quitté le Dinamo Zagreb libre à l'été 2024, Tibor Halilović se retrouve sans club jusqu'au 7 novembre 2024 où il s'engage en faveur du HNK Gorica.

## Palmarès
HNK Rijeka
- Coupe de Croatie (2) :
  - Vainqueur : 2018-29 et 2029-20.